# Night Run
Ne doit pas être confondu avec Midnight Run.
Pour plus de détails, voir Fiche technique et Distribution.
Night Run ou Une nuit pour survivre au Québec (Run All Night) est un thriller américain de Jaume Collet-Serra, sorti en 2015, avec Liam Neeson, Joel Kinnaman et Ed Harris dans les rôles principaux.

## Synopsis
À Brooklyn, Jimmy Conlon (Liam Neeson), ancien homme de main de la mafia irlandaise, n'est plus qu'un alcoolique désabusé qui a perdu tout lien avec son fils Mike (Joel Kinnaman). Ex-professionnel de la boxe, Mike entraîne des enfants en difficulté et refuse par ailleurs tout contact entre son père et ses propres filles.
Le patron de Jimmy et son seul ami, Shawn Maguire (Ed Harris), refuse de s'associer avec des trafiquants de drogue albanais. Son fils Danny (Boyd Holbrook), qui jouait les intermédiaires, est alors sommé de rendre sa commission. Mike, qui travaille comme chauffeur de limousine, emmène les Albanais chez Danny et devient témoin involontaire de leur meurtre. Curtis, un élève de Mike, filme une partie des événements avec son téléphone portable.
Informé de ces événements, Jimmy obtient de Mike qu'il ne dénonce pas le fils de son patron. Mais alors qu'il quitte sa maison, il aperçoit Danny qui s'apprête à assassiner son fils et le tue avant qu'il ait pu passer à l'acte. Shawn envoie une équipe de policiers corrompus tuer Mike, mais là encore Jimmy intervient pour le protéger.
Il rencontre Shawn pour essayer de le convaincre d'abandonner sa quête de vengeance, mais Shawn lui promet qu'il n'arrêtera pas tant qu'il n'aura pas tué Mike, de la même manière que Jimmy a tué Danny. Jimmy envoie la famille de Mike se cacher dans un chalet dans la forêt, tandis qu'ils partent à la recherche de Curtis et de son enregistrement vidéo. Ils retrouvent son quartier et son immeuble, parviennent à retrouver son appartement, mais une voisine les reconnaît (un avis de recherche avait entretemps émis à leur encontre) et l'immeuble est encerclé par la police, qui fait évacuer l'immeuble. Andrew Price (Common), un tueur redoutable envoyé par Shawn profite de la confusion pour couper le courant et tenter de retrouver Jimmy et Mike. Ces derniers s'échappent de peu, mais Jimmy est blessé lors de sa bagarre avec Price.
Père et fils se cachent alors chez le frère de Jimmy, Eddie (Nick Nolte), qui révèle à Mike que la seule loyauté de Jimmy est envers son patron : il lui confie qu'il est allé jusqu'à tuer son propre cousin pour l'empêcher de témoigner contre Shawn. Révolté, Mike abandonne son père et part retrouver sa famille. Jimmy, de son côté, décide de mettre fin à cette chasse à l'homme en attaquant la base de Shawn. Après avoir éliminé ses hommes de main, il tue Shawn lui-même.
Jimmy retrouve Mike et sa femme dans leur chalet, et rencontre ses petites-filles pour la première fois. Attaqués par Price, Jimmy est grièvement blessé tandis que Mike parvient à s'enfuir. Jimmy parvient dans un dernier sursaut à abattre Price alors que celui-ci allait tirer sur Mike. Mike se précipite vers son père et l'appelle Papa, indiquant qu'il lui a enfin pardonné. Jimmy meurt alors que la police confirme l'innocence de Mike dans la série de meurtres qui a ensanglanté leur aventure.

## Fiche technique
- Titre original : Run All Night
- Titre français : Night Run
- Titre québécois : Une nuit pour survivre
- Titre de travail : The All Nighter[3]
- Réalisation : Jaume Collet-Serra
- Scénario : Brad Ingelsby
- Direction artistique : Sharon Seymour
- Décors : Deborah Jensen
- Costumes : Catherine Marie Thomas
- Photographie : Martin Ruhe
- Montage : Craig McKay
- Musique : Junkie XL
- Production : Roy Lee, Michael Tadross et Brooklyn Weaver

Producteur délégué : John Powers Middleton, Jaume Collet-Serra
Producteurs associés : Ray Quinlan et Julian Wall
Budget: 50 000 000 $
- Sociétés de production : Energy Entertainment et Vertigo Entertainment
- Sociétés de distribution :  Warner Bros.,  Warner Bros. France
- Pays d’origine :  États-Unis
- Langue originale : anglais
- Format : couleur
- Genre : thriller
- Durée : 125 minutes
- Dates de sortie[3] :
  -  France : 11 mars 2015
  -  États-Unis : 13 mars 2015
- Classification :
- France : Avertissement : Des scènes, des images ou des propos peuvent heurter la sensibilité du jeune public

## Distribution
- Liam Neeson (VF : Frédéric van den Driessche ; VQ : Éric Gaudry) : Jimmy Conlon
- Joel Kinnaman (VF : Thibaut Lacour ; VQ : Pierre-Étienne Rouillard) : Mike Conlon
- Vincent D'Onofrio (VF : Stefan Godin ; VQ : Manuel Tadros) : inspecteur Harding
- Bruce McGill (VF : Jean-Jacques Moreau ; VQ : Louis-Georges Girard) : Pat Mullen
- Génesis Rodríguez (VF : Claire Morin ; VQ : Eloisa Cervantes) : Gabriela Conlon
- Boyd Holbrook (VF : Julien Allouf ; VQ : Jean-Philippe Baril Guérard) : Danny Maguire
- Holt McCallany (VF : Hervé Furic ; VQ : Louis-Philippe Dandenault) : Frank
- Common (VF : Gunther Germain ; VQ : Widemir Normil) : Andrew Price
- Ed Harris (VF : Patrick Floersheim ; VQ : Guy Nadon) : Shawn Maguire
- Lois Smith : Margaret Conlon
- Radivoje Bukvic : Victor Grezda
- Daniel Stewart Sherman : Brendan
- Patricia Kalember : Rose Maguire
- Malcolm Goodwin (VF : Namakan Koné) : Colston
- James Martinez (VF : Thierry Kazazian ; VQ : Yves Soutière) : inspecteur Jose Flores
- Beau Knapp : Kenan Boyle
- Roderick Hill : Billy Conlon
- Dan Domingues (VF : Olivier Chauvel ; VQ : Jean-Jacques Lamothe) : Oncle Ricky
- John Cenatiempo (it) : Tommy
- Nick Nolte (VF : Jean-Bernard Guillard ; VQ : Vincent Davy) : Eddie Conlon (non crédité)

Sources et légendes : Version française (VF) sur RS Doublage Version québécoise (VQ) sur Doublage Québec

## Production

### Attribution des rôles
C'est la troisième fois que Jaume Collet-Serra dirige Liam Neeson, après Sans identité (2011) et Non-Stop (2014).

### Tournage
Le tournage débute le 3 octobre 2013,. Il a lieu à New York (le Queens Hospital Center dans le quartier Jamaica, Madison Square Garden, etc.).

## Réception

### Box-office
Le film enregistre 26,5 millions de dollars de recettes en Amérique du Nord et 45,2 millions dans le reste du monde, soit un total de 71,5 millions (pour un budget de 50 millions). En raison d'un démarrage en deçà des attentes, avec 11 millions de dollars de recettes et une deuxième place au box-office le week-end de sa sortie, et une sévère chute au fil des semaines, le film est un échec commercial, n'affichant une rentabilité de 143% par rapport à son budget.
Night Run prend la seconde place du box-office français avec 213 970 entrées dans les 406 salles le distribuant. Il s'agit d'un démarrage largement inférieur aux précédentes collaborations entre Liam Neeson et le réalisateur Jaume Collet-Serra (381 577 entrées pour Sans identité en 2011 et 505 678 entrées pour Non-Stop en 2014 à la même période et également en deuxième place la semaine de leurs sorties). Night Run finit son exploitation avec 482 882 entrées, résultat en deçà de ceux de Sans identité et Non Stop , qui ont tous deux terminés leurs carrières en atteignant le million d'entrées,.